# Laut
Laut (em indonésio:  Pulau Laut) é uma ilha da Indonésia na costa sudeste de Bornéu, província de Kalimantan do Sul. Durante o Sultanato Banjar foi chamada Laut-Pulo. Conta com uma área aproximada de 2062 km², e tem cerca de 80 000 habitantes.
Está separada de Bornéu pelo estreito de Laut. A montanha principal na ilha é o Monte Bamega (altitude de 725 m). As principais atividades económicas são o cultivo da pimenta, a exploração de cauchu e a pesca. A principal cidade é Kota Baru.
Administrativamente, faz parte da província meridional de Bornéu, e parte do distrito de Kota Baru. Adicionalmente a ilha divide-se em seis distritos, a saber:
- Pulau Laut Utara, Kotabaru
- Pulau Laut Tengah, Kotabaru
- Pulau Laut Selatan, Kotabaru
- Pulau Laut Barat, Kotabaru
- Pulau Laut Timur, Kotabaru
- Pulau Laut Kepulauan, Kotabaru